# Dream On (cântec de Depeche Mode)
Dream On  este o piesă a formației britanice Depeche Mode. Piesa a apărut pe albumul Exciter, în 2001.